# Time Odyssey
Time Odyssey — второй студийный альбом американского гитариста Винни Мура, выпущенный в 1988 году на лейбле PolyGram.
Time Odyssey достиг 147 места в чарте Billboard 200 и на сегодняшний день является единственным альбомом Мура, попавшим в чарт.

## Список композиций
| №   | Название                       | Автор(ы)                                | Длительность |
| --- | ------------------------------ | --------------------------------------- | ------------ |
| 1.  | «Morning Star»                 | Винни Мур                               | 3:24         |
| 2.  | «Prelude/Into the Future»      | Мур, Джордан Рудесс                     | 4:23         |
| 3.  | «Beyond the Door»              | Мур                                     | 5:29         |
| 4.  | «Message in a Dream»           | Мур, Рудесс                             | 9:10         |
| 5.  | «As Time Slips By»             | Мур                                     | 6:43         |
| 6.  | «Race with Destiny»            | Мур                                     | 6:36         |
| 7.  | «While My Guitar Gently Weeps» | Джордж Харрисон                         | 4:40         |
| 8.  | «The Tempest»                  | Мур                                     | 8:48         |
| 9.  | «Pieces of a Picture»          | Мур                                     | 6:14         |
| 10. | «April Sky»                    | Август Вильгельми, Иоганн Себастьян Бах | 5:10         |

## Участники записи
- Винни Мур — гитара
- Джордан Рудесс — клавишные
- Джо Франко — ударные
- Майкл Бин — бас-гитара

Производство
- Джо Александр — звукорежиссёр
- Брук Хендрикс — звукорежиссёр
- Боб Людвиг — мастеринг

## Чарты
| Год  | Чарт          | Позиция | Позиция достигнута | Недель в чарте |
| ---- | ------------- | ------- | ------------------ | -------------- |
| 1988 | Billboard 200 | 147     | 25 июня 1988       | 7              |